# Premierzy Eswatini

## Lista premierów Eswatini
| Osoba | Osoba   | Osoba                                    | Kadencja             | Kadencja             | Partia polityczna                                       |
| #     | Portret | Imię i Nazwisko                          | Od                   | Do                   | Partia polityczna                                       |
| ----- | ------- | ---------------------------------------- | -------------------- | -------------------- | ------------------------------------------------------- |
|       |         | Makhosini Dlamini (1914–1978)            | 16 maja 1967         | 31 marca 1976        | Ruch Narodowy Imbokodvo (do 1973) bezpartyjny (od 1973) |
| 1     |         | Makhosini Dlamini (1914–1978)            | 16 maja 1967         | 31 marca 1976        | Ruch Narodowy Imbokodvo (do 1973) bezpartyjny (od 1973) |
|       |         | Makhosini Dlamini (1914–1978)            | 16 maja 1967         | 31 marca 1976        | Ruch Narodowy Imbokodvo (do 1973) bezpartyjny (od 1973) |
| 2     |         | Maphevu Dlamini (1922–1979)              | 31 marca 1976        | 25 października 1979 | bezpartyjny                                             |
| —     |         | Ben Nsibandze (1931–2021) (tymczasowo)   | 25 października 1979 | 23 listopada 1979    | bezpartyjny                                             |
| 3     |         | Mabandla Dlamini (1930–2025)             | 23 listopada 1979    | 25 marca 1983        | bezpartyjny                                             |
| 4     |         | Bhekimpi Dlamini (1924–1999)             | 25 marca 1983        | 6 października 1986  | bezpartyjny                                             |
| 5     |         | Sotsha Dlamini (1940–2017)               | 6 października 1986  | 12 lipca 1989        | bezpartyjny                                             |
| 6     |         | Obed Dlamini (1937–2017)                 | 12 lipca 1989        | 25 października 1993 | bezpartyjny                                             |
| —     |         | Andreas Fakudze (zm. 2001) (tymczasowo)  | 25 października 1993 | 4 listopada 1993     | bezpartyjny                                             |
| 7     |         | Jameson Mbilini Dlamini (1921–2008)      | 4 listopada 1993     | 8 maja 1996          | bezpartyjny                                             |
| —     |         | Sishayi Nxumalo (1936–2000) (tymczasowo) | 8 maja 1996          | 26 lipca 1996        | bezpartyjny                                             |
| 8     |         | Barnabas Sibusiso Dlamini (1942–2018)    | 26 lipca 1996        | 29 września 2003     | bezpartyjny                                             |
| —     |         | Paul Shabangu (1943–) (tymczasowo)       | 29 września 2003     | 26 listopada 2003    | bezpartyjny                                             |
| 9     |         | Absalom Themba Dlamini (1950–)           | 26 listopada 2003    | 18 września 2008     | bezpartyjny                                             |
| —     |         | Bheki Dlamini (tymczasowo)               | 18 września 2008     | 23 października 2008 | bezpartyjny                                             |
| (8)   |         | Barnabas Sibusiso Dlamini (1942–2018)    | 23 października 2008 | 5 września 2018      | bezpartyjny                                             |
| —     |         | Vincent Mhlanga (zm. 2020) (tymczasowo)  | 5 września 2018      | 29 października 2018 | bezpartyjny                                             |
| 10    |         | Ambrose Mandvulo Dlamini (1968–2020)     | 29 października 2018 | 13 grudnia 2020      | bezpartyjny                                             |
| -     |         | Themba N. Masuku (1950–) (tymczasowo)    | 13 grudnia 2020      | 16 lipca 2021        | bezpartyjny                                             |
| 11    |         | Cleopas Dlamini (1952–)                  | 16 lipca 2021        | 28 września 2023     | bezpartyjny                                             |
| -     |         | Mgwagwa Gamedze (tymczasowo)             | 28 września 2023     | 3 listopada 2023     | bezpartyjny                                             |
| 12    |         | Russell Dlamini(1973–)                   | 3 listopada 2023     | nadal                | bezpartyjny                                             |